# Aaviku (Harju)
Aaviku è un villaggio della contea di Harju, in Estonia. La sua popolazione è cresciuta nel tempo passando da 45 residenti nel 1959 a 242 nel 2020.